# Notte di Natale/Isolina
Notte di Natale/Isolina è il secondo singolo a 45 giri di Claudio Baglioni, pubblicato in Italia dall'RCA Italiana nel settembre del 1970.

## Il disco
La copertina è lo stesso scatto fotografico usato per la copertina dell'album Claudio Baglioni, che racchiude i due brani (poi ristampati anche in Un cantastorie dei giorni nostri).

## Tracce
1. Notte di Natale (Claudio Baglioni)
2. Isolina (Antonio Coggio, Claudio Baglioni)

## Brani
I due brani sono editi dalle edizioni musicali Amici del Disco, di proprietà dell'RCA. Gli arrangiamenti di entrambe le canzoni sono curati da Ruggero Cini.
Notte di Natale
Come per Signora Lia nel singolo precedente, pur essendo firmata nell'etichetta solo da Baglioni, la canzone in realtà è depositata alla Siae anche da Carlo Scartocci, coautore della musica. Con questo brano, Claudio Baglioni partecipò (classificandosi all'ultimo posto) alla VI edizione della manifestazione canora Caravella dei successi, svoltasi a Bari il 2 gennaio 1971 e condotta da Daniele Piombi.
Quello cantato da Claudio Baglioni è un Natale piuttosto triste. Non si può comunque parlare di una canzone natalizia nel vero senso della parola, ovvero di una canzone che parla del periodo natalizio in quanto tale. È in ogni caso sullo sfondo di questa festa, che – almeno in teoria – dovrebbe essere di gioia, che si consuma il “dramma” sentimentale di un uomo. È la Vigilia di Natale e mancano pochi minuti alla mezzanotte, ma quest'uomo non ha nessuna voglia di festeggiare, poiché non sa rassegnarsi di fronte all'abbandono della propria donna: proprio nel giorno in cui tutti celebrano la Nascita di Gesù – come si sottolinea nel testo –, lui “celebra”, al contrario, la propria "morte" interiore e anche la neve, che cade copiosa, non fa altro che aumentare la malinconia.
Da notare poi, all'inizio del brano, l'ossessivo ripetersi dell'orario in cui si svolge la vicenda descritta dalla canzone, ovvero le 23:46.
Isolina
La musica di questa canzone è di Baglioni e di Antonio Coggio, ed è il primo brano pubblicato dai due insieme, il testo invece è del solo Baglioni.
La canzone descrive, in maniera non esplicita, una ragazza zingara, la musica è basata su un arpeggio di una chitarra flamenco, alla quale nel finale si sovrappone il violino, suonato da Tino Fornai.